# 10699 Calabrese
10699 Calabrese eller 1981 ES43 är en asteroid i huvudbältet som upptäcktes den 6 mars 1981 av den amerikanska astronomen Schelte J. Bus vid Siding Spring-observatoriet. Den är uppkallad efter den italienske journalisten Pietro Calabrese.
Asteroiden har en diameter på ungefär 10 kilometer.